# Biarum dispar
Biarum dispar là một loài thực vật có hoa trong họ Ráy (Araceae). Loài này được (Schott) Talavera mô tả khoa học đầu tiên năm 1976.